# Ronde van Italië 2001
| Eindklassement       |                           |              |
| Algemeen klassement  | Gilberto Simoni           | 89h 02' 58"  |
| Tweede               | Abraham Olano             | + 7' 31"     |
| Derde                | Unai Osa                  | + 8' 37"     |
| Vierde               | Serhij Hontsjar           | + 9' 25"     |
| Vijfde               | José Azevedo              | + 9' 44"     |
| Zesde                | Andrea Noè                | + 10' 50"    |
| Zevende              | Ivan Gotti                | + 10' 54"    |
| Achtste              | Carlos Contreras          | + 11' 44"    |
| Negende              | Pietro Caucchioli         | + 13' 34"    |
| Tiende               | Giuliano Figueras         | + 14' 08"    |
| (Bel)                | Christophe Brandt (42e)   | + 1h 16' 59" |
| (Ned)                | Jeroen Blijlevens (99e)   | + 2h 10' 46" |
| Rode Lantaarn        | Michele Coppolillo (136e) | + 3h 01' 17" |
| Puntenklassement     | Massimo Strazzer          | 177 punten   |
| Tweede               | Danilo Hondo              | 158 punten   |
| Derde                | Mario Cipollini           | 136 punten   |
| Bergklassement       | Freddy González           | 73 punten    |
| Tweede               | Gilberto Simoni           | 42 punten    |
| Derde                | Fortunato Baliani         | 33 punten    |
| Intergiro klassement | Massimo Strazzer          | 51h 27' 14"  |
| Tweede               | Stefano Zanini            | + 2' 49"     |
| Derde                | Moreno Di Biase           | + 2' 49"     |
| Ploegenklassement    | Alessio                   | 267h 13' 45" |
| Tweede               | iBanesto.com              | + 9' 51"     |
| Derde                | Selle Italia              | + 13' 42"    |

In 2001 ging de 84e Giro d'Italia op 19 mei van start in Pescara. Hij eindigde op 10 juni in Milaan. Er stonden 180 renners verdeeld over 20 ploegen aan de start. Hij werd gewonnen door Gilberto Simoni.
Aantal ritten: 21

Totale afstand: 3577,1 km

Gemiddelde snelheid: 40,170 km/h

Aantal deelnemers: 180

## Belgische en Nederlandse prestaties
In totaal namen er 8 Belgen en 1 Nederlander deel aan de Giro van 2001.

### Belgische etappezeges
- Rik Verbrugghe won de proloog in Pescara. Eveneens was dit met 58 km p/u de snelste proloog in de wielrengeschiedenis.

### Nederlandse etappezeges
- In 2001 was er geen Nederlandse etappezege.

## Etappe uitslagen
| Datum                  | Etappe    | Parcours                          | Afstand | Eerste                           | Tweede                   | Derde                    | Klassementsleider     |
| ---------------------- | --------- | --------------------------------- | ------- | -------------------------------- | ------------------------ | ------------------------ | --------------------- |
| 19 mei                 | proloog   | Pescara                           | 7.6 km  | Rik Verbrugghe (Bel)             | Dario Frigo (Ita)        | René Andrle (Tsj)        | Rik Verbrugghe (Bel)  |
| 20 mei                 | etappe 1  | Giulianova - Francavilla al Mare  | 202 km  | Ellis Rastelli (Ita)             | Volodymyr Doema (Oek)    | Gabriele Colombo (Ita)   | Rik Verbrugghe (Bel)  |
| 21 mei                 | etappe 2  | Fossacesia - Lucera               | 167 km  | Danilo Hondo (Dui)               | Rafael Mateos (Spa)      | Gabriele Missaglia (Ita) | Rik Verbrugghe (Bel)  |
| 22 mei                 | etappe 3  | Lucera - Potenza                  | 149 km  | Danilo Hondo (Dui)               | Endrio Leoni (Ita)       | Andrej Hauptman (Slo)    | Rik Verbrugghe (Bel)  |
| 23 mei                 | etappe 4  | Potenza - Montevergine            | 169 km  | Danilo Di Luca (Ita)             | Gilberto Simoni (Ita)    | Stefano Garzelli (Ita)   | Dario Frigo (Ita)     |
| 24 mei                 | etappe 5  | Avellino - Nettuno                | 229 km  | Ivan Quaranta (Ita)              | Mario Cipollini (Ita)    | Moreno Di Biase (Ita)    | Dario Frigo (Ita)     |
| 25 mei                 | etappe 6  | Nettuno - Rieti                   | 150 km  | Mario Cipollini (Ita)            | Danilo Hondo (Dui)       | Massimo Strazzer (Ita)   | Dario Frigo (Ita)     |
| 26 mei                 | etappe 7  | Rieti - Montevarchi               | 239 km  | Stefano Zanini (Ita)             | Gabriele Missaglia (Ita) | Jan Ullrich (Dui)        | Dario Frigo (Ita)     |
| 27 mei                 | etappe 8  | Montecatini Terme - Reggio Emilia | 185 km  | Pietro Caucchioli (Ita)          | Davide Rebellin (Ita)    | Freddy González (Col)    | Dario Frigo (Ita)     |
| 28 mei                 | etappe 9  | Reggio Emilia - Rovigo            | 142 km  | Mario Cipollini (Ita)            | Danilo Hondo (Dui)       | Andrej Hauptman (Slo)    | Dario Frigo (Ita)     |
| 29 mei                 | etappe 10 | Jesolo - Ljubljana                | 212 km  | Denis Zanette (Ita)              | Mario Manzoni (Ita)      | Isidro Nozal (Spa)       | Dario Frigo (Ita)     |
| 30 mei                 | etappe 11 | Bled - Gorizia                    | 187 km  | Pablo Lastras (Spa)              | Giovanni Lombardi (Ita)  | Uroš Murn (Slo)          | Dario Frigo (Ita)     |
| 31 mei                 | etappe 12 | Gradisca - Montebelluna           | 139 km  | Matteo Tosatto (Ita)             | Zoran Klemenčič (Slo)    | Gilberto Simoni (Ita)    | Dario Frigo (Ita)     |
| 1 juni                 | etappe 13 | Montebelluna - Passo Pordoi       | 225 km  | Julio Alberto Pérez Cuapio (Mex) | Gilberto Simoni (Ita)    | Dario Frigo (Ita)        | Gilberto Simoni (Ita) |
| 2 juni                 | etappe 14 | Cavalese - Arco                   | 163 km  | Carlos Contreras (Col)           | Unai Osa (Spa)           | Dario Frigo (Ita)        | Gilberto Simoni (Ita) |
| 3 juni                 | etappe 15 | Sirmione - Salò (tijdrit)         | 55.5 km | Dario Frigo (Ita)                | Gilberto Simoni (Ita)    | Abraham Olano (Spa)      | Gilberto Simoni (Ita) |
| 4 juni                 | etappe 16 | Erbusco - Parma                   | 142 km  | Ivan Quaranta (Ita)              | Endrio Leoni (Ita)       | Mario Cipollini (Ita)    | Gilberto Simoni (Ita) |
| 5 juni was een rustdag |           |                                   |         |                                  |                          |                          |                       |
| 6 juni                 | etappe 17 | San Remo - San Remo               | 119 km  | Pietro Caucchioli (Ita)          | José Azevedo (Por)       | Jan Ullrich (Dui)        | Gilberto Simoni (Ita) |
| 7 juni                 | etappe 18 | Imperia - Santa Anna di Vinadio   | 230 km  | etappe niet verreden             | etappe niet verreden     | etappe niet verreden     | Gilberto Simoni (Ita) |
| 8 juni                 | etappe 19 | Alba - Busto Arsizio              | 163 km  | Mario Cipollini (Ita)            | Marco Zanotti (Ita)      | Danilo Hondo (Dui)       | Gilberto Simoni (Ita) |
| 9 juni                 | etappe 20 | Busto Arsizio - Arona             | 181 km  | Gilberto Simoni (Ita)            | Paolo Savoldelli (Ita)   | Giuliano Figueras (Ita)  | Gilberto Simoni (Ita) |
| 10 juni                | etappe 21 | Arona - Milaan                    | 121 km  | Mario Cipollini (Ita)            | Danilo Hondo (Dui)       | Marco Zanotti (Ita)      | Gilberto Simoni (Ita) |

 winnaars · 
roze trui · 
  puntenklassement · 
  bergklassement · 
 jongerenklassement · 
 intergiro · 
 ploegenklassement · 
 strijdlust · 
 zwarte trui
Giro d'Italia Next Gen · Giro Donne · Cima Coppi
 Belgische rozetruidragers · etappewinnaars
 Nederlandse rozetruidragers · etappewinnaars
Mannen:
1909 · 
1910 · 
1911 · 
1912 · 
1913 · 
1914 · 
1919 · 
1920 · 
1921 · 
1922 · 
1923 · 
1924 · 
1925 · 
1926 · 
1927 · 
1928 · 
1929 · 
1930 · 
1931 · 
1932 · 
1933 · 
1934 · 
1935 · 
1936 · 
1937 · 
1938 · 
1939 · 
1940 · 
1946 · 
1947 · 
1948 · 
1949 · 
1950 · 
1951 · 
1952 · 
1953 · 
1954 · 
1955 · 
1956 · 
1957 · 
1958 · 
1959 · 
1960 · 
1961 · 
1962 · 
1963 · 
1964 · 
1965 · 
1966 · 
1967 · 
1968 · 
1969 · 
1970 · 
1971 · 
1972 · 
1973 · 
1974 · 
1975 · 
1976 · 
1977 · 
1978 · 
1979 · 
1980 · 
1981 · 
1982 · 
1983 · 
1984 · 
1985 · 
1986 · 
1987 · 
1988 · 
1989 · 
1990 · 
1991 · 
1992 · 
1993 · 
1994 · 
1995 · 
1996 · 
1997 · 
1998 · 
1999 · 
2000 · 
2001 · 
2002 · 
2003 · 
2004 · 
2005 · 
2006 · 
2007 · 
2008 · 
2009 · 
2010 · 
2011 · 
2012 · 
2013 · 
2014 · 
2015 · 
2016 · 
2017 · 
2018 · 
2019 · 
2020 · 
2021 · 
2022 · 
2023 · 
2024 · 
2025
Vrouwen:
1988 · 
1989 · 
1990 · 
1991 ·
1992 ·
1993 · 
1994 · 
1995 · 
1996 · 
1997 · 
1998 · 
1999 · 
2000 · 
2001 · 
2002 · 
2003 · 
2004 · 
2005 · 
2006 · 
2007 · 
2008 · 
2009 · 
2010 · 
2011 · 
2012 ·
2013 · 
2014 ·
2015 ·
2016 ·
2017 ·
2018 ·
2019 ·
2020 ·
2021 ·
2022 ·
2023 ·
2024 ·
2025